# メギドラモン
メギドラモンは
1. デジタルモンスターシリーズに登場する架空の生命体・デジタルモンスターの一種。
2. デジモンテイマーズの登場キャラクター・メガログラウモンが究極体に暗黒進化した姿。

## 種族としてのメギドラモン
ギルモンの究極体の1つで四大竜唯一の邪竜型デジモン。性格は凶悪にして邪悪。その存在はデジタルハザードそのものと呼ばれており、一度覚醒するとデジタルワールドを滅ぼすほどの大きな被害が出るとされる。カオスデュークモンと同一の存在という説もあり、見る者によって騎士に見えたり竜に見えたりするという。

### 基本データ
- 世代/究極体
- タイプ/邪竜型
- 属性/ウィルス
- 必殺技/メギドフレイム
- 得意技/ヘル・ハウリング
- 所属/四大竜

得意技
ヘル・ハウリング
「地獄の咆哮」と言われる強力な衝撃波。
必殺技
メギドフレイム
あらゆる物体をも灰と化してしまう。

### X抗体版
- 世代/究極体
- タイプ/邪竜型
- 属性/ウィルス
- 必殺技/メギドフレイム
- 得意技/ヘル・ハウリング

他に類を見ない一切の善性を持たない邪悪そのものと言えるデジモンと化しており、この変化はX抗体の最大の罪とされる。その存在自体がデジタルワールドの全てを破壊し焼き尽くし、姿は正に“地獄の化身”であるという。生きることを諦めるならば、本当のメギドラモンの姿を垣間見ることもできるであろうといわれている。
「ヘル・ハウリング」と「メギドフレイム」は計り知れない邪悪なエネルギー量を持ち、もはやデジモン単体の力に値しないレベルにまで至っているという。

### 亜種・関連種・その他
メガログラウモン
デュークモン
カオスデュークモン
同一の存在とする説がある。

## 登場人物としてのメギドラモン

### デジモンテイマーズ
タカトのベルゼブモンへの怒りからギルモンが暗黒進化した姿。ベルゼブモンと互角に戦い、誰にも止められないほど暴れ回ったが、ベルゼブモンに敗れる。これに責任を感じたタカトは謝罪すると、後に真の究極体であるデュークモンへと進化する。

### デジモンクロスウォーズ (漫画)
『Vジャンプ』掲載時の第10話では天野ネネと融合したシェイドモンがダークネスローダーを使い強制デジクロスを行いミレニアモンを作成する際に、本来はメガドラモンが素材として使われるはずが、誤植でこのデジモンになっていた（単行本第2巻では修正されている）。
その後第21話（最終話）での最終決戦にて、強制クロスオープンされたズィードミレニアモンの素材としてシルエットを含めた複数体がアルティメットカオスモン、アルゴモン4体と共に登場するが、その内の1体はベルゼブモン、バンチョーレオモン、アグニモンに、複数体は進化を取り戻したデジモンたちの前に次々と倒された。